# Lekebergs landskommun
Lekebergs landskommun var en tidigare kommun i Örebro län.

## Administrativ historik
Kommunen inrättades vid kommunreformen 1952 genom sammanläggning av de tidigare kommunerna Edsberg, Hackvad, Hidinge, Knista och Kräcklinge. 1967 tillfördes Kvistbro församling från upplösta Svartå landskommun och Tångeråsa församling som under kort tid tillhört Hallsbergs köping. Namnet togs från Lekebergsåsen, det lokala namnet på Kilsbergens östra sluttning.
Den 23 mars 1906 inrättades Fjugesta municipalsamhälle i Knista landskommun. Municipalsamhället upplöstes vid utgången av år 1962.
1 januari 1959 överfördes till Lekebergs landskommun och Hidinge församling från Karlskoga stad och församling ett område omfattande fastigheterna Abbortjärn 1:9, Elgsimmen 2:1 samt Kringelhult, omfattande en areal av 17,02 km², varav 15,58 km² land, och med 4 invånare.
1 januari 1961 överfördes den obebodda fastigheten Höjen omfattande en areal av 0,01 km², varav allt land, till Lekebergs landskommun och Hidinge församling från Tysslinge landskommun och Vintrosa församling.
1 januari 1962 överfördes ett obebott område (fastigheten Backetomta 1:2) omfattande en areal av 0,37 km² land till Lekebergs landskommun och Hidinge församling från Tysslinge landskommun och Vintrosa församling.
Vid kommunreformen 1971 uppgick området i Örebro kommun där dock denna del 1995 utbröts och bildade Lekebergs kommun.
Kommunkoden 1952-1970 var 1814.

### Kyrklig tillhörighet
I kyrkligt hänseende tillhörde Lekebergs landskommun fem församlingar: Edsberg, Hackvad, Hidinge, Knista och Kräcklinge. Den 1 januari 1967 tillkom församlingarna Kvistbro och Tångeråsa.

## Geografi
Lekebergs landskommun omfattade den 1 januari 1952 en areal av 321,02 km², varav 308,03 km² land. Efter nymätningar och arealberäkningar färdiga den 1 januari 1960 omfattade landskommunen den 1 januari 1961 en areal av 333,04 km², varav 319,82 km² land.

### Tätorter i kommunen 1960
| Tätort             | Folkmängd |
| ------------------ | --------- |
| Fjugesta           | 1 415     |
| Lannabruk, del ava | 287       |

Tätortsgraden i kommunen var den 1 november 1960 32,3 procent.

## Politik

### Mandatfördelning i Lekebergs landskommun 1950-1966
| 17 | 10 | 9 | 4 |

| 39 |

| 12 | 7 | 6 | 5 |

| 29 |

| 11 | 10 | 4 | 5 |

| 29 |

| 12 | 9 | 5 | 4 |

| 29 |

| 12 | 12 | 5 |  | 5 |

| 33 |